# Termen
Termen (gsw. Tärmu) – miejscowość i gmina (Politische Gemeinde) w południowej Szwajcarii, w kantonie Valais, w okręgu (Bezirk) Brig. Leży nad Rodanem.

## Demografia
W Termen mieszkają 1 093 osoby. W 2021 roku 9,2% populacji gminy stanowiły osoby urodzone poza Szwajcarią. 

## Transport
Przez teren gminy przebiegają drogi główne nr 19 i nr 95.